# مارسيلو ماستروياني
مارسيلّو فينشينزو دومينيكو ماسترويانّي (بالإيطالية: Marcello Mastroianni)، فارس الصليب الأكبر (؛ 28 سبتمبر عام1924 - 19 ديسمبر 1996) ممثل إيطالي، له عدة أفلام بارزة منها الحياة الجميلة (La Dolce Vita) و½8 والليل(La Notte) والطلاق بالطريقة الإيطالية (Divorce, Italian Style) ويوم مميز (special day) وإبق كما أنت (stay as you are) ومدينة النساء (city of women) وعيون مظلمة.(a dark eyes). تضمّنت تكريماته جائزة أكاديمية الفيلم البريطاني (British Film Academy Awards) وجائزة أحسن ممثل في مهرجان كان السينمائي وحصل مرتين على جائزة جولدن جلوب.(Golden Globe Award).

## الخلفية
ولد ماسترويانّي في فونتانا ليري (Fontana Liri)، وهي قرية صغيرة في أبينيني (Apennines) بـمقاطعة فروزينوني (Frosinone)، في اقليم لاتسيو كما تربى في تورين (Turin) وروما. وهو ابن لإيدا (نيي إرولّي) (née Irolle) وأوتونّي ماسترويانّي والذي كان يدير ورشة نجارة وهو ابن عم النحات أومبرتو ماسترويانّي (1910–1998). خلال الحرب العالمية الثانية، بعد الانقسام إلى دول المحور ودول الحلفاء التي تضمنت إيطاليا، أُعتقل ماسترويانّي في سجن ألماني مخفف الحراسة لكنه تمكن من الهرب ليختبئ في فينيسيا (Venice). أخوه روججيرو ماسترويانّي (Ruggero Mastroianni) (1929 – 1996) يُعد من محرري الأفلام ولكنه لم يكتفِ بتحرير عدد من أفلام مارسيلو فحسب، بل ظهر إلى جانب أخيه في فيلم إسكيبيوني ديتّو أنتشي لي إفريكانو (Scipione detto anche l'Africano) وهو النسخة الساخرة من الفيلم المشهور peplum/سيف وصندل والذي تم عرضه عام 1971.

## الحياة العملية

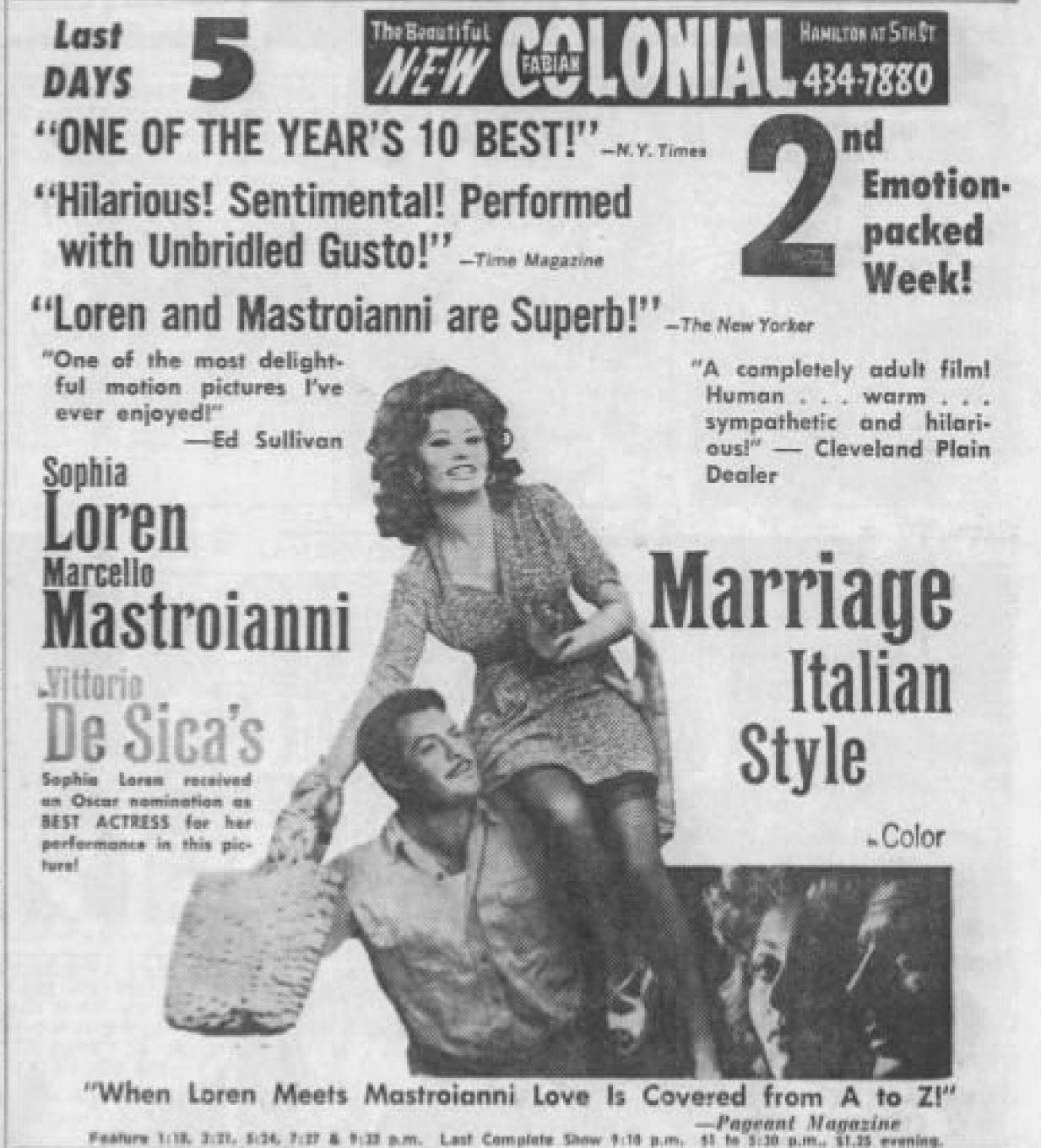
إعلان مسرحي استعماري للفيلم الإيطالي (1964) الزواج على الطريقة الإيطالية - 14 مايو 1965 مورنينج كول، ألينتاون، بنسلفانيا

ظهر ماسترويانّي لأول مرة على الشاشة ككومبارس في فيلم ماريونيتّي (Marionette) عام 1939 و هو في الرابعة عشر من عمرة . وحصل على أول أدواره المعتمدة في عام 1950. وسرعان ما أصبح من المشاهير العالميين بدايةً من حصوله على دور البطولة في فيلم صفقة كبيرة في شارع مادونا (Big Deal on Madonna Street) عام (1958) وفيلم لفيديريكو فيليني (Federico Fellini) لا دولسي فيتا (La Dolce Vita) عام (1960) والذي كان مع آنيتا إكبيرج (Anita Ekberg) حيث لعب دور كاتب عمود يعمل في جريدة شعبية محبطًا وكارهًا لذاتِه يقضي ليله ونهاره في استكشاف المجتمع الراقي لروما. اتبع ماسترويانّي فيلم لا دولسي فيتا بدورٍ آخر مميز يحكي عن مخرج مشغول بوساوسه ومشاكل الحب فيجد نفسه غير قادر على الإبداع وذلك في فيلم ½8 لفيليني عام 1963. أفلامه البارزة تتضمن لا نوتي في عام 1961 مع جين موري، وأمس واليوم والغد (Yesterday, Today and Tomorrow) في عام 1963، والزواج على الطريقة الإيطالية (Marriage Italian-Style) عام 1964، وفيلم يوم خاص (A Special Day) في عام 1977، وجاهز للارتداء (Ready to Wear) في عام 1994 مع صوفيا لورين (Sophia Loren)؛ والضحية رقم 10 (The 10th Victim) في عام 1965 مع أورسولا أندرس (Ursula Andress)؛ ومكان للعشاق (A Place for Lovers) في عام 1968 مع فاي دوناوي (Faye Dunaway)؛ وفيلم فقط يحدث مع الآخرين (It Only Happens to) في عام 1971، والمخبأ (La cagna) في عام 1972 مع كاثرين دونوف (Catherine Deneuve)؛ وإبق كما أنت (Stay As You Are) عام 1978 مع ناستازيا كينسكي (Nastassja Kinski); ومدينة النساء (City of Women) في عام 1980، و العيون المظلمة (Dark Eyes).
ماسترويانّي، ودين ستوكويل (Dean Stockwell) وجاك ليمّون (Jack Lemmon) هم الممثلون الوحيدون الذين حصلوا مرتين على جائزة أحسن ممثل (Best Actor) في مهرجان كان السينمائي (Cannes Film Festival). ماسترويانّي حصل عليها عام 1970 عن دوره في فيلم دراما يلا غيلوسيا - توتي آي بارتيكولاري إن كروناكا (Dramma della gelosia - tutti i particolari in cronaca) ومرة أخرى عام 1987 عن دوره في فيلم العيون المظلمة (Dark eyes).

## وصلات خارجية
- مارسيلو ماستروياني على موقع IMDb (الإنجليزية)
- مارسيلو ماستروياني على موقع الموسوعة البريطانية (الإنجليزية)
- مارسيلو ماستروياني على موقع روتن توميتوز (الإنجليزية)
- مارسيلو ماستروياني على موقع مونزينجر (الألمانية)
- مارسيلو ماستروياني على موقع قاعدة بيانات الأفلام العربية
- مارسيلو ماستروياني على موقع قاعدة بيانات الأفلام العربية
- مارسيلو ماستروياني على موقع ألو سيني (الفرنسية)
- مارسيلو ماستروياني على موقع ميوزك برينز (الإنجليزية)
- مارسيلو ماستروياني على موقع تيرنر كلاسيك موفيز (الإنجليزية)
- مارسيلو ماستروياني على موقع أول موفي (الإنجليزية)
- موسوعة بريتانيكا, Marcello Mastroianni
- Chris Fujiwara, "Dream lover: Marcello Mastroianni at the MFA"
- Geographical coordinates and pictures of his grave
- Marcello Mastroianni at Filmreference.com